# مارتن أونرين
مارتن أونرين (1 يناير 1901 - 22 يناير 1972) كان جنرالًا ألمانيًا خلال الحرب العالمية الثانية قاد عدة فرق.

## مسار مهني
في 10 سبتمبر 1943، حصل على وسام الفارس الصليبي الحديدي. في 29 أكتوبر من ذلك العام، تم تعيينه لقيادة فرقة بانزر الرابعة عشر، والتي سيتم إرسالها قريبًا إلى الجبهة الشرقية. في 26 يونيو 1944، حصل على صوسام الفارس الصليبي الحديدي بأوراق البلوط. في 11 فبراير، تمت ترقيته لقيادة فيلق إس إس بانزر III وظل مع الفيلق حتى 5 مارس. في 4 أبريل، تم تعيينه لقيادة <a href="./%D9%81%D8%B1%D9%82%D8%A9%20%D8%A8%D8%A7%D9%86%D8%B2%D8%B1%20%D9%83%D9%84%D8%A7%D9%88%D8%B2%D9%81%D9%8A%D8%AA%D8%B2" rel="mw:WikiLink">فرقة بانزر كلاوزفيتز</a> المشكّلة حديثًا.

## الجوائز والأوسمة
- الصليب الحديدي (1914) الدرجة الثانية (5 سبتمبر 1918) [2]
- مشبك الصليب الحديدي (1939) الدرجة الثانية (12 أكتوبر 1939) والدرجة الأولى (4 يوليو 1940)
- مشبك لفائف الجيش (18 أبريل 1943)
- الصليب الألماني من الذهب في 28 فبراير 1942 كما أوبرسلوبمينت في Kradschützen-Bataillon 6 [3]
- وسام الفارس الصليبي الحديدي بأوراق البلوط
  - صليب الفارس في 10 سبتمبر 1943 بصفته أوبرست وقائد فرقة بانزرجرينادير فوج 4
  - 515th بأوراق البلوط في 26 يونيو 1944 كقائد عام وقائد من 14. قسم بانزر

### اقتباسات
1. 1 2  TracesOfWar | Martin Friedrich Karl Unrein، QID:Q98839586
2. ↑  Thomas 1998, p. 397.
3. ↑  Patzwall & Scherzer 2001, p. 484.

### قائمة المراجع
- Patzwall, Klaus D.; Scherzer, Veit (2001). Das Deutsche Kreuz 1941 – 1945 Geschichte und Inhaber Band II [The German Cross 1941 – 1945 History and Recipients Volume 2] (بالألمانية). Norderstedt, Germany: Verlag Klaus D. Patzwall. ISBN:978-3-931533-45-8.
- Scherzer, Veit (2007). Die Ritterkreuzträger 1939–1945 Die Inhaber des Ritterkreuzes des Eisernen Kreuzes 1939 von Heer, Luftwaffe, Kriegsmarine, Waffen-SS, Volkssturm sowie mit Deutschland verbündeter Streitkräfte nach den Unterlagen des Bundesarchives [The Knight's Cross Bearers 1939–1945 The Holders of the Knight's Cross of the Iron Cross 1939 by Army, Air Force, Navy, Waffen-SS, Volkssturm and Allied Forces with Germany According to the Documents of the Federal Archives] (بالألمانية). Jena, Germany: Scherzers Militaer-Verlag. ISBN:978-3-938845-17-2.
- Thomas, Franz (1998). Die Eichenlaubträger 1939–1945 Band 2: L–Z [The Oak Leaves Bearers 1939–1945 Volume 2: L–Z] (بالألمانية). Osnabrück, Germany: Biblio-Verlag. ISBN:978-3-7648-2300-9.

| مناصب عسكرية    | مناصب عسكرية                                      | مناصب عسكرية    |
| --------------- | ------------------------------------------------- | --------------- |
| سبقه {{{سبقه}}} | Commander of فرقة بانزر الرابعة عشر {{{الأعوام}}} | تبعه {{{تبعه}}} |
| سبقه {{{سبقه}}} | Commander of فرقة بانزر الرابعة عشر {{{الأعوام}}} | تبعه {{{تبعه}}} |
| سبقه {{{سبقه}}} | Commander of فيلق إس إس بانزر III {{{الأعوام}}}   | تبعه {{{تبعه}}} |
| سبقه {{{سبقه}}} | Commander of فرقة بانزر كلاوزفيتز {{{الأعوام}}}   | تبعه {{{تبعه}}} |